# Synagoga szklarzy w Kiszyniowie
Synagoga szklarzy w Kiszyniowie (ros. Синагога стекольшиков, jid. Glejzer szil) – synagoga znajdująca się w Kiszyniowie, stolicy Mołdawii, przy ulicy Chabad-Lubavitch 8. Obecnie jest jedynym żydowskim domem modlitwy w mieście.

## Historia
Według jednych źródeł synagoga została zbudowana jako jednopiętrowy budynek pod koniec XIX wieku, według innych w 1910 roku. W 1964 roku na polecenie władz miejskich nakazano zamknąć wszystkie synagogi w mieście, z wyjątkiem bożnicy szklarzy, która jako jedyna przez ponad 40 lat działała legalnie i jawnie. Obecnie jest zarządzana przez Chabad-Lubavitch i służy kilkutysięcznej społeczności żydowskiej Kiszyniowa. W jej wnętrzu zachowały się oryginalne malowidła naścienne. W skład kompleksu synagogalnego wchodzi m.in. dwór i mykwa. 